# 北哈萊姆科勒尼 (蒙大拿州)
北哈萊姆科勒尼（英語：North Harlem Colony）是位於美國蒙大拿州布萊恩縣的普查規定居民點。

## 人口
根據2020年美國人口普查的數據，北哈萊姆科勒尼的面積為0.76平方千米，皆為陸地。當地共有人口26人，而人口密度為每平方千米34.21人。